# City Kids
City Kids četvrti je studijski album Parnog valjka za inozemno tržište. Objavljen je 1979. pod izdavačkom kućom CBS. Na njemu se nalazi 10 pjesama - prepjeva na engleski, od kojih je 9 s albuma Gradske priče (sve osim "Predstavi je kraj"), a završna pjesma za prepjev s prvog albuma. Autor pjesme "New Direction" je Johnny Štulić, a sve ostale napisao je Husein Hasanefendić. Koliko je poznato, album nema reizdanja i zato je izuzetno nepoznat i rijedak.

## Popis pjesama
1. City Kids (Ulične tuče)
2. Souvenirs (Vruće usne)
3. Can't Get Her Out Of My Mind (Moja bolja polovica)
4. 700 Miles From Home (700 milja od kuće) (3:59)
5. All I Need Is A Ticket (Jednu kartu za natrag) (3:28)
6. New Direction (Jablane!)
7. Page Of Diary (Stranica dnevnika)
8. My Friend Oak (Hrast)
9. Oasis (Oaza)
10. When The Show Is Done (Predstavi je kraj)

## Izvođači
- vokal, klavir - Aki Rahimovski
- bubnjevi, vokal - Ivan Stančić - Piko
- gitara, vokal - Husein Hasanefendić - Hus
- gitara, vokal - Zoran Cvetković - Zok
- bas - Zlatko Miksić – Fuma

## Vanjske poveznice
- Album na službenoj stranici sastava
- Album na stranici discogs.com